# Locomotiva FFS Re 6/6
Le locomotive Re 6/6 delle Ferrovie Federali Svizzere sono una serie di locomotive elettriche, costruite negli anni settanta del XX secolo per il traino di treni merci pesanti su linee acclivi.

## Storia
Le locomotive vennero progettate all'inizio degli anni settanta per sostituire le più vecchie Ae 6/6 al traino dei treni merci sulla ferrovia del Gottardo.
Nel 1972 vennero consegnati i quattro prototipi (11601 ÷ 11604), di cui due erano per esperimento a casse articolate, secondo un sistema già utilizzato sulle Ge 6/6II della Ferrovia Retica. Tale sistema di articolazione, che consentiva una rotazione di una semi-cassa rispetto all'altra solo in senso verticale, cioè attorno ad un asse orizzontale e trasversale alla locomotiva, non era ad es. come quello delle locomotive articolate italiane, (che invece connette ciascuna semi-cassa attorno ad un vincolo "sferico" rispetto all'altra semi-cassa) e aveva lo scopo di rendere isostatica la distribuzione della massa della locomotiva sui propri assi. Avendo constatata la scarsa utilità di tale articolazione, essa venne soppressa nelle locomotive di serie, che ebbero la cassa non articolata, ma realizzata in unico pezzo.
La struttura generale ricordava quella delle Ae 6/6, ma completamente nuovo era il rodiggio: poiché le Ae 6/6, con due carrelli a tre assi (rodiggio Co' Co') si erano rivelate aggressive nei confronti dell'armamento, le Re 6/6 furono realizzate con tre carrelli a due assi (rodiggio Bo' Bo' Bo') dove il carrello centrale si può spostare lateralmente per consentire l'iscrizione in curva.
Dal 1975 al 1980 vennero costruite le 85 unità di serie, numerate da 11605 a 11689. Le macchine furono equipaggiate con il comando multiplo, così da poter essere utilizzate in doppia trazione con le locomotive Re 4/4II, Re 4/4III e Re 4/4IV, e con le automotrici RBe 4/4.
Negli anni novanta, le Re 6/6 vennero riclassificate secondo lo schema UIC, ottenendo il numero di gruppo Re 620, con numeri da 001 a 089.

## Livree
Le locomotive entrarono in servizio nella livrea verde tipica dei mezzi FFS dell'epoca. Successivamente vennero ridipinte in livrea rossa, e infine nella livrea rossa e blu tipica della divisione FFS Cargo.

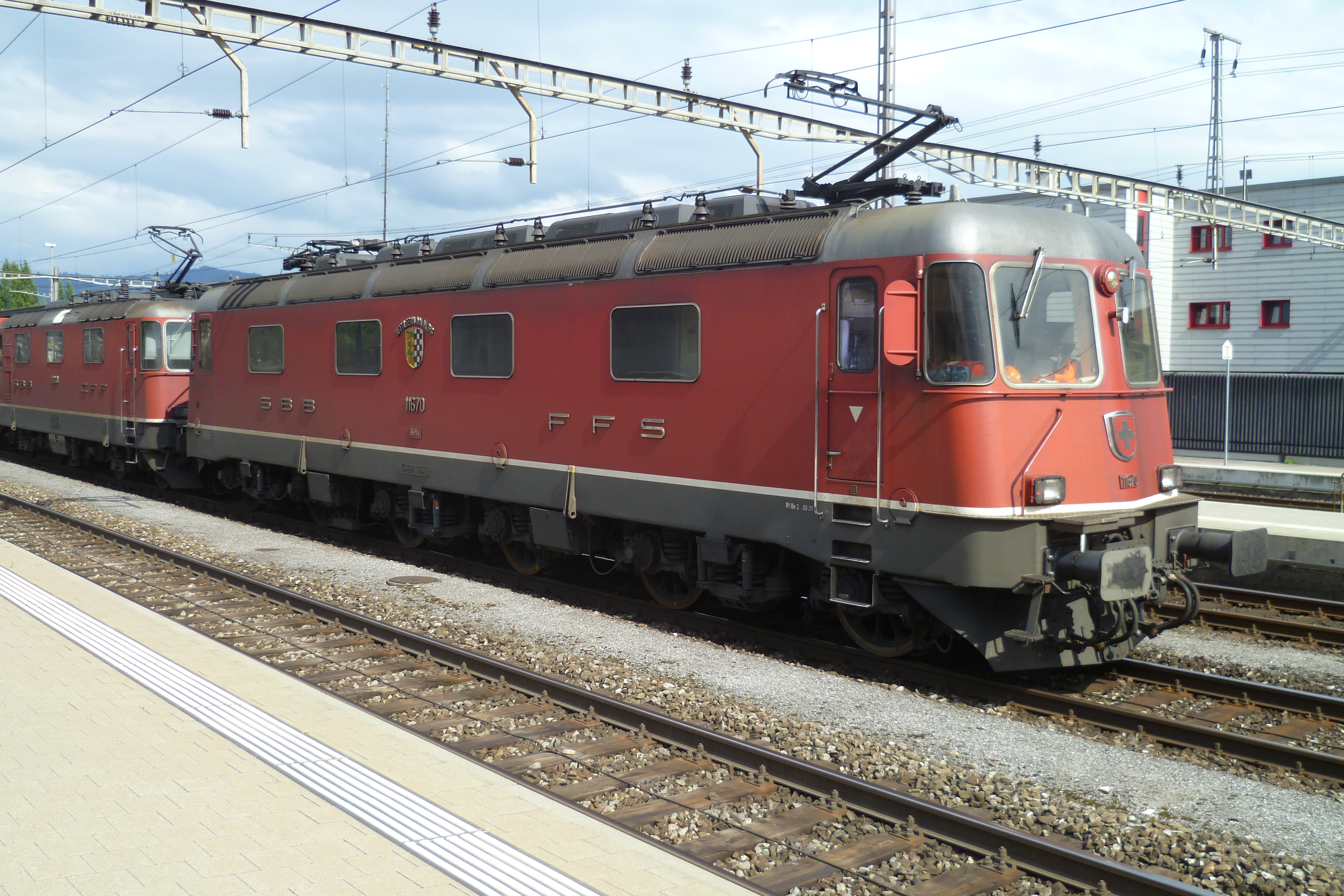
Locomotiva Re 6/6 in livrea rossa
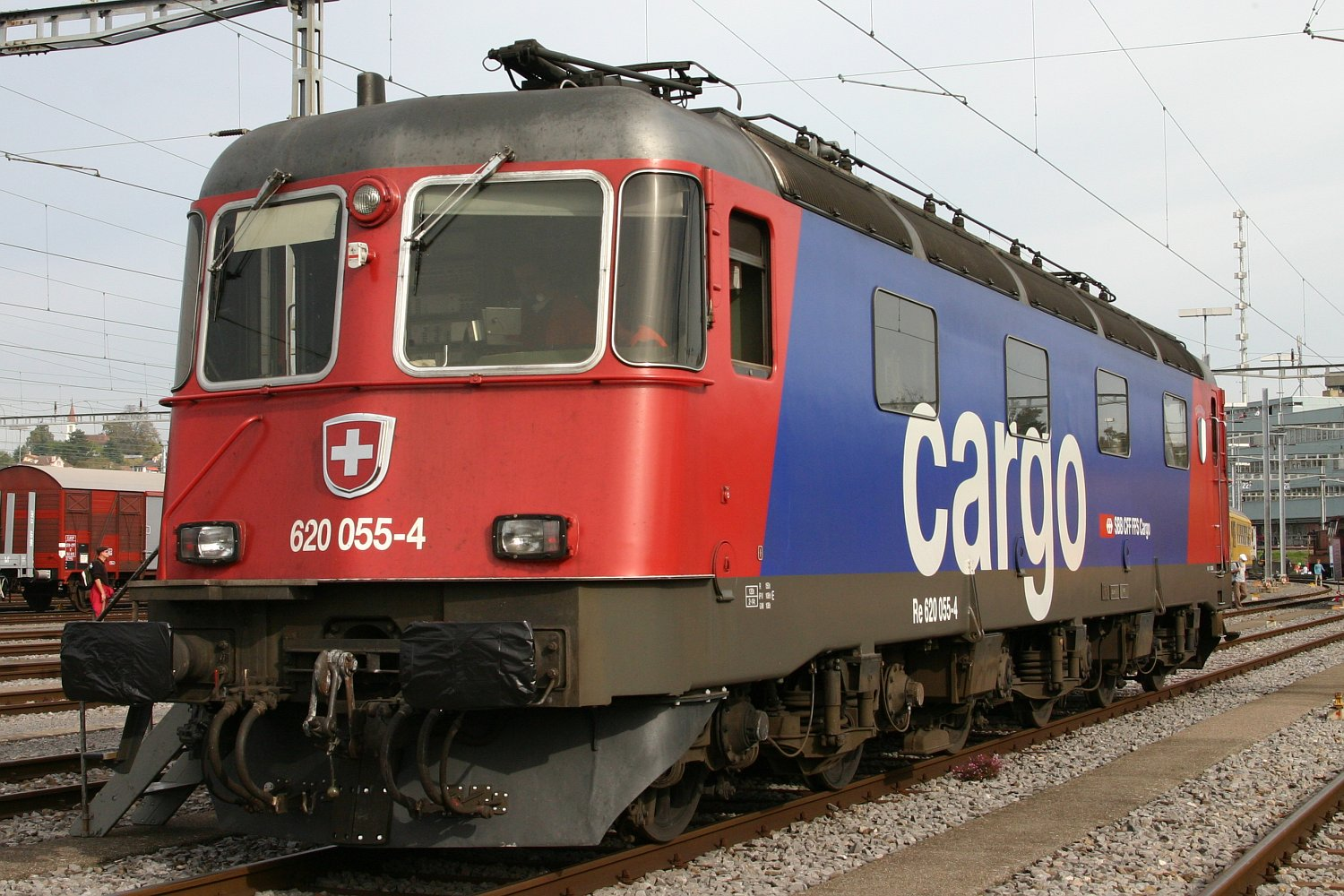
Locomotiva Re 6/6 in livrea FFS Cargo

## Nomi e stemmi
Analogamente alle Ae 6/6, le Re 6/6 portano sulle fiancate un nome di battesimo.
| Matricola | Stemma | Nome                |       | Matricola | Stemma            | Nome     |  | Matricola              | Stemma | Nome        |
| --------- | ------ | ------------------- | ----- | --------- | ----------------- | -------- |  | ---------------------- | ------ | ----------- |
| 11601     |        | Wolhusen            |       | 11631     |                   | Dulliken |  | 11661                  |        | Gampel-Steg |
| 11602     |        | Morges              | 11632 |           | Däniken           | 11662    |  | Reuchenette-Péry       |        |             |
| 11603     |        | Wädenswil           | 11633 |           | Muri AG           | 11663    |  | Eglisau                |        |             |
| 11604     |        | Faido               | 11634 |           | Aarburg-Oftringen | 11664    |  | Köniz                  |        |             |
| 11605     |        | Uster               | 11635 |           | Muttenz           | 11665    |  | Ziegelbrücke           |        |             |
| 11606     |        | Turgi               | 11636 |           | Vernier-Meyrin    | 11666    |  | Stein am Rhein         |        |             |
| 11607     |        | Wattwil             | 11637 |           | Sonceboz-Sombeval | 11667    |  | Bodio                  |        |             |
| 11608     |        | Wetzikon            | 11638 |           | St-Triphon        | 11668    |  | Stein-Säckingen        |        |             |
| 11609     |        | Uzwil               | 11639 |           | Murten            | 11669    |  | Hägendorf              |        |             |
| 11610     |        | Spreitenbach        | 11640 |           | Münchenstein      | 11670    |  | Affoltern am Albis     |        |             |
| 11611     |        | Rüti ZH             | 11641 |           | Moutier           | 11671    |  | Othmarsingen           |        |             |
| 11612     |        | Regensdorf          | 11642 |           | Monthey           | 11672    |  | Balerna                |        |             |
| 11613     |        | Rapperswil          | 11643 |           | Laufen            | 11673    |  | Cham                   |        |             |
| 11614     |        | Meilen              | 11644 |           | Cornaux           | 11674    |  | Murgenthal             |        |             |
| 11615     |        | Kloten              | 11645 |           | Colombier         | 11675    |  | Gelterkinden           |        |             |
| 11616     |        | Illnau-Effretikon   | 11646 |           | Bussigny          | 11676    |  | Zurzach                |        |             |
| 11617     |        | Heerbrugg           | 11647 |           | Bex               | 11677    |  | Neuhausen am Rheinfall |        |             |
| 11618     |        | Dübendorf           | 11648 |           | Aigle             | 11678    |  | Bassersdorf            |        |             |
| 11619     |        | Arbon               | 11649 |           | Aarberg           | 11679    |  | Cadenazzo              |        |             |
| 11620     |        | Wangen bei Olten    | 11650 |           | Schönenwerd       | 11680    |  | Möhlin                 |        |             |
| 11621     |        | Taverne-Torricella  | 11651 |           | Dornach-Arlesheim | 11681    |  | Immensee               |        |             |
| 11622     |        | Suhr                | 11652 |           | Kerzers           | 11682    |  | Pfäffikon SZ           |        |             |
| 11623     |        | Rupperswil          | 11653 |           | Gümligen          | 11683    |  | Amsteg-Silenen         |        |             |
| 11624     |        | Rothrist            | 11654 |           | Villeneuve        | 11684    |  | Uznach                 |        |             |
| 11625     |        | Oensingen           | 11655 |           | Cossonay          | 11685    |  | Sulgen                 |        |             |
| 11626     |        | Zollikofen          | 11656 |           | Travers           | 11686    |  | Hochdorf               |        |             |
| 11627     |        | Luterbach-Attisholz | 11657 |           | Estavayer-le-Lac  | 11687    |  | Bischofszell           |        |             |
| 11628     |        | Konolfingen         | 11658 |           | Auvernier         | 11688    |  | Linthal                |        |             |
| 11629     |        | Interlaken          | 11659 |           | Chavornay         | 11689    |  | Gerra-Gambarogno       |        |             |
| 11630     |        | Herzogenbuchsee     | 11660 |           | Tavannes          |          |  |                        |        |             |

## Lavori di manutenzione
Attualmente (2019) alcune locomotive stanno subendo -presso le Officine di Bellinzona- una completa sostituzione di tutti i conduttori in esse presenti, sia di potenza che di controllo, con nuovi a norme antincendio, in modo tale da essere abilitate a viaggiare all'interno del nuovo tunnel di base del Gottardo, per il traino di treni merci. Tale attività implica un complesso lavoro di quasi completo smontaggio e rimontaggio della durata di circa 3 mesi.